# Shot Me Down
Shot Me Down is een nummer van de Franse dj David Guetta uit 2014, ingezongen door de Amerikaanse zangeres Skylar Grey. Het is een single van Guettas zesde studioalbum Listen.
Het nummer werd een hit in Europa en Oceanië. In David Guetta's thuisland Frankrijk haalde het nummer de 6e positie. In de Nederlandse Top 40 moest het nummer genoegen nemen met de 17e positie, en in de Vlaamse Ultratop 50 haalde het een 11e plek.